# Rio Aluniș (Bertea)
O Rio Aluniş é um rio da Romênia afluente do rio Bertea, localizado no distrito de Prahova.